# بيتا المالايو
بيتا المالايو (الاسم العلمي: Hydrornis irena) (بالإنجليزية: Malayan Banded Pitta)‏ هي نوع من الطيور تتبع جنس البيتا المخطط من فصيلة طيور البيتا.